# Владычное (Ярославская область)
Владычное — село в Пошехонском районе Ярославской области России. 
В рамках организации местного самоуправления входит в Пригородное сельское поселение, в рамках административно-территориального устройства является центром Владыченского сельского округа.

## Географическое положение
Село расположено на берегу реки Носа, в 40 км к северо-востоку от города Пошехонье. Улицы в селе — Колхозная, Механизаторов, Парковая, Подгорная, Пошехонская, Школьная.

## История
Каменная церковь с колокольней и оградой в селе построена в 1811 году на средства прихожан, Престолов в ней было два – Успения Божией Матери и во имя св. и чудотворца Николая. 
В конце XIX — начале XX века село являлось центром Соколовской волости Пошехонского уезда Ярославской губернии.
В 1929—1946 годах село входило в Пречистенский район Ивановской Промышленной (а с 1936 года — Ярославской) области.
с 15 апреля 1946 года по 22 ноября 1957 года Владычное было центром Владыченского района Ярославской области. С 1957 года село входит в Пошехоно-Володарский (с 1991 года — Пошехонский) район.
С 2006 до 2009 года село было центром Владыченского сельского поселения.

## Население
| 1859 | 2002 | 2007 | 2010 |
| ---- | ---- | ---- | ---- |
| 205  | ↗319 | ↘300 | ↘247 |

Согласно результатам переписи 2002 года, в национальной структуре населения русские составляли 99 % от всех жителей.

## Инфраструктура
В селе имеются центральный дом культуры, детский сад (до 2015 года — начальная школа), амбулатория (филиал Пошехонской центральной районной больницы), почтовое отделение №152890 (обслуживает 107 домов), продуктовый магазин (Владыченское сельпо Пошехонского райпотребсоюза).

## Достопримечательности
В селе расположена действующая деревянная Церковь Успения Пресвятой Богородицы (1993).

### Памятники
- Воинам, погибшим в Великой Отечественной войне.

## Общественный транспорт
Владычное обслуживается пригородным автобусным маршрутом № 112 Пошехонье — Ларионово.

## Улицы
Пошехонская, Парковая, Подгорная, Колхозная, Механизаторов, Школьная.